# Elisabeth Wolbers
Elisabeth Wolbers (* 1962 in Osnabrück) ist eine deutsche Diplomatin. Sie war von 2020 bis 2024 Botschafterin in Algerien. Seit 2024 ist sie Botschafterin in Tunesien und leitet als solche die Botschaft Tunis.

## Leben
Nach dem Abitur studierte Elisabeth Wolbers Rechtswissenschaften und legte 1990 das 2. juristische Staatsexamen ab. Zusätzlich studierte sie von 1988 bis 1991 Politologie.

## Laufbahn
Elisabeth Wolbers trat 1991 in den Auswärtigen Dienst ein und arbeitete nach Absolvierung der Diplomatenausbildung zunächst im Auswärtigen Amt. Von 1993 bis 1995 war sie stellvertretende Leiterin des Generalkonsulats Toronto. Nach einer weiteren Tätigkeit im Auswärtigen Amt (1995 bis 1999) wechselte sie an die Botschaft Moskau, wo sie bis 2001 blieb. Es folgte eine Verwendung im Auswärtigen Amt als stellvertretende Referatsleiterin, bevor Wolbers 2005 als stellvertretende Leiterin an die Botschaft Algier kam.
Von 2008 bis 2011 war sie als Referatsleiterin im Auswärtigen Amt tätig. Es folgte von 2011 bis 2014 ein weiterer Einsatz an der Botschaft Moskau, als Leiterin der Politischen Abteilung. Von 2014 bis 2017 war Wolbers Generalkonsulin in Breslau, Polen.
Nach einer weiteren Tätigkeit im Auswärtigen Amt, als Leiterin des Referates Multilaterale Kulturpolitik und Kulturgutschutz, wurde Wolbers 2020 in der Nachfolge von Ulrike Knotz zur Botschafterin in Algerien ernannt und übergab am 27. September 2020 ihr Beglaubigungsschreiben an den algerischen Präsidenten Abdelmadjid Tebboune.
Im Sommer des Jahres 2024 wurde sie von Georg Felsheim ersetzt und wechselte als Botschafterin nach Tunesien, wo sie wiederum Peter Prügel ablöste.